# Savannörn
Savannörn (Aquila rapax) är en både afrikansk och indisk fågel i familjen hökar inom ordningen hökfåglar.

## Utseende
Savannörnen är en medelstor örn med en kroppslängd på 62–72 centimeter och vingbredden 165–185 centimeter. Den är mest lik stäppörnen, men är mindre och sattare med större huvud, kraftigare näbbrot och ljusare iris. Fjäderdräkten är ofta påfallande ljus, bakrygg till övre stjärttäckare mycket ljusa (likt unga kejsarörnar, men olikt stäppörn). Liksom stäppörn har den en framträdande gul mungipa, men denna når endast i höjd med ögats mitt, inte till ögats bakkant. Andra skillnader är avsaknad av ljus strupe och mörk vingbakkant.

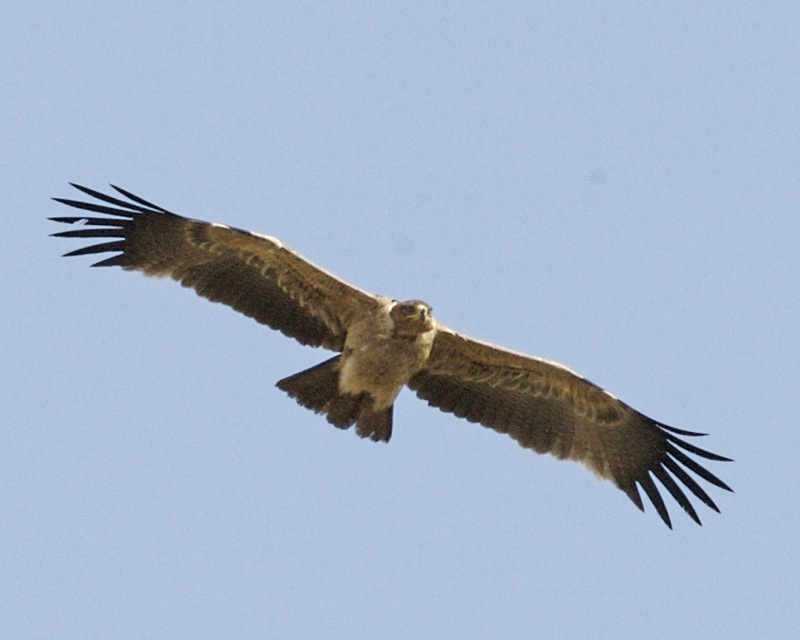
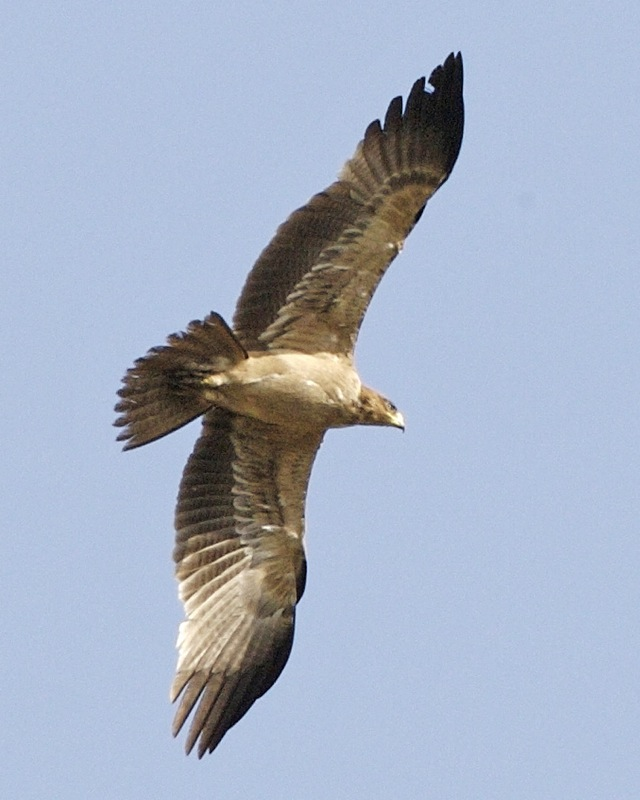
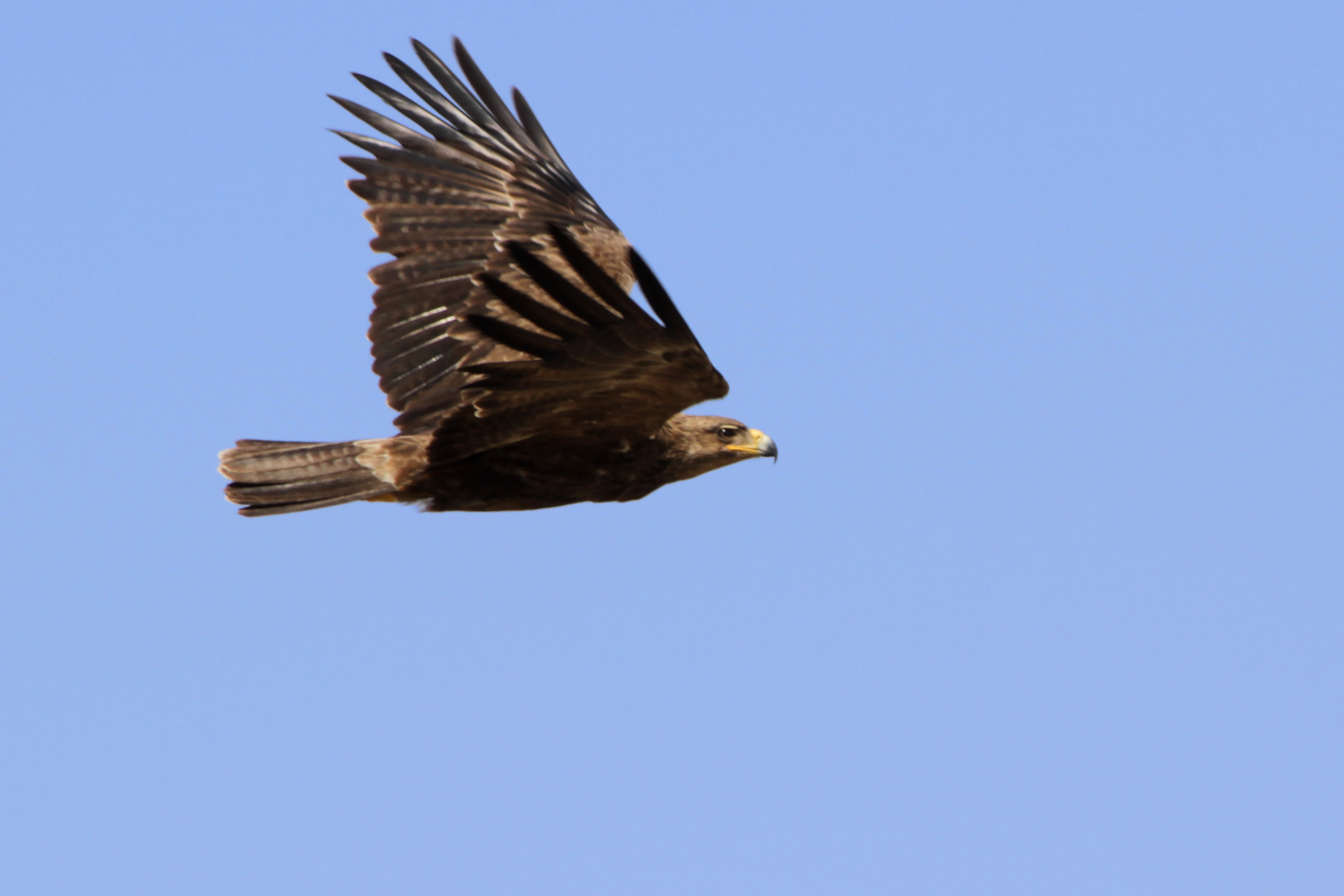
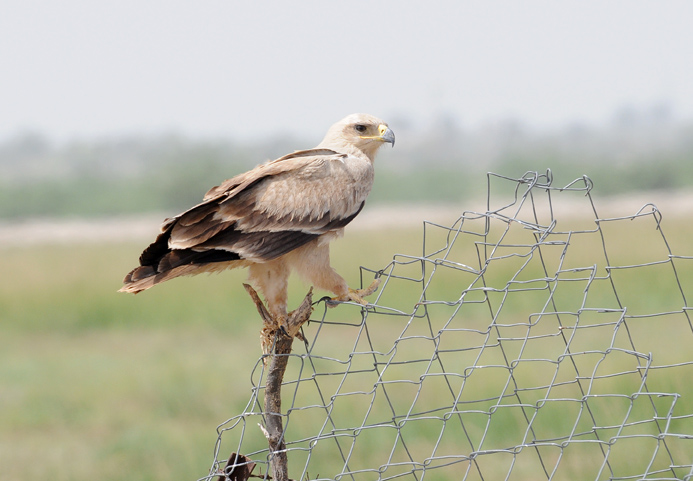
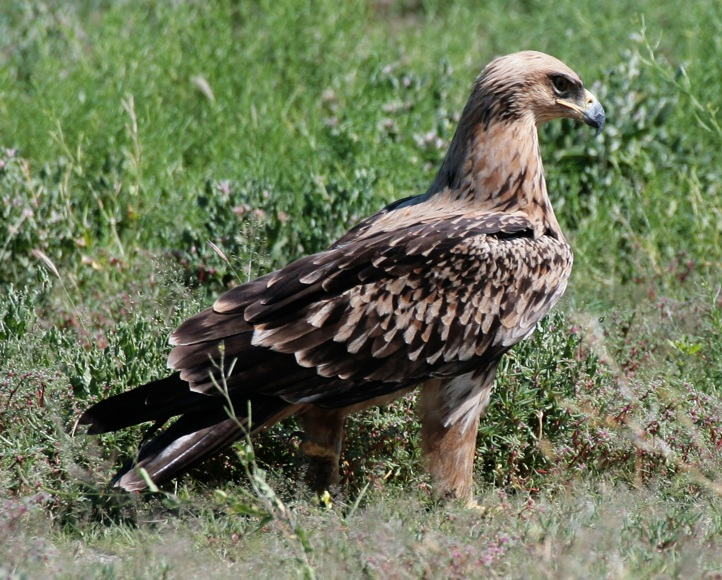
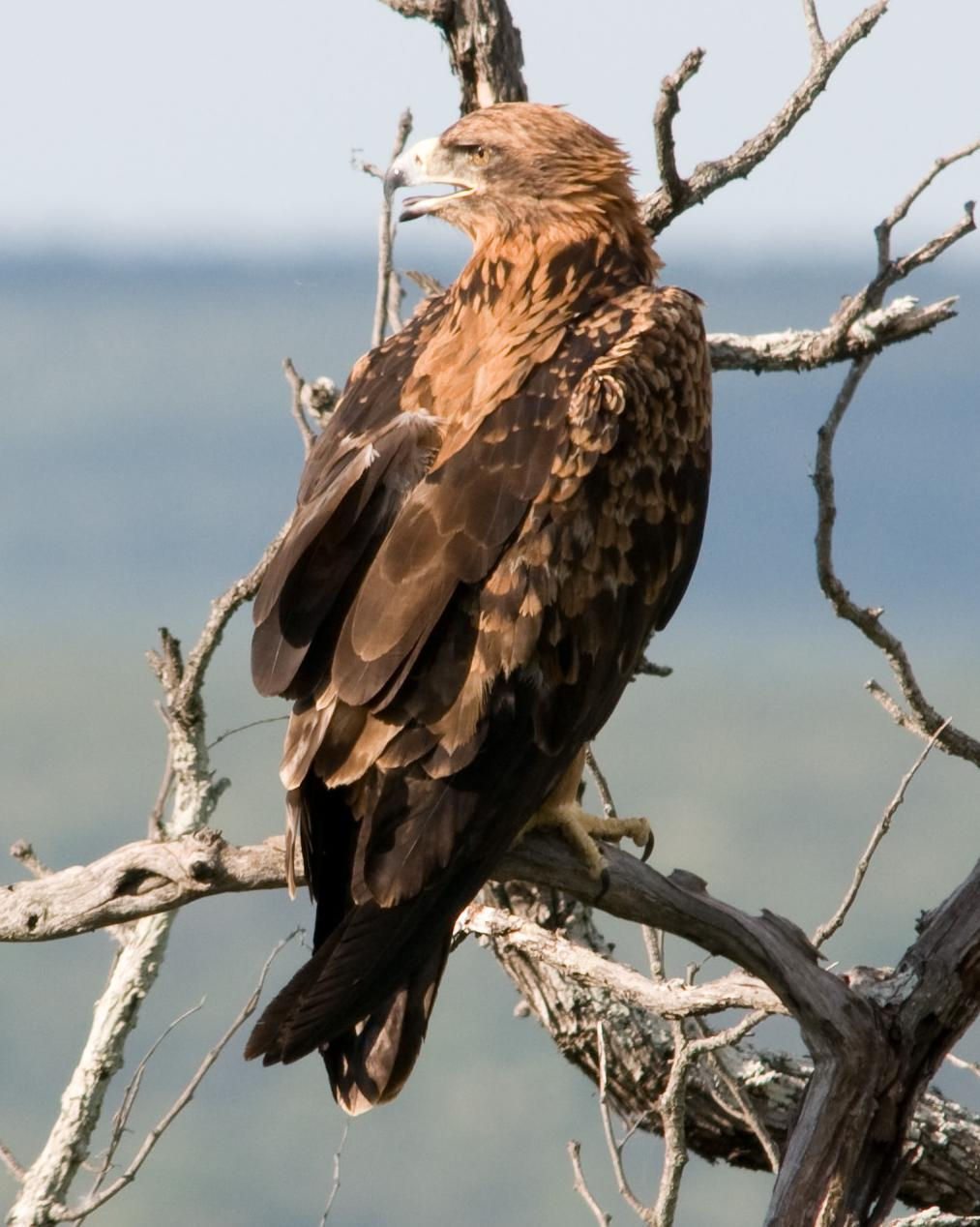

## Utbredning och systematik
Savannörnen har två skilda utbredningsområden, dels i Afrika (både söder och norr om Sahara), dels på Indiska subkontinenten. Den delas upp i tre underarter följande utbredning:
- belisarius – förekommer i Marocko och Algeriet samt från södra Arabiska halvön (sydvästra Saudiarabien och västra Jemen[5] och Västafrika till norra Kenya
- rapax – förekommer från södra Kenya och Demokratiska republiken Kongo till Angola, Namibia och Sydafrika
- vindhiana – förekommer lokalt i Pakistan, Indien och södra Nepal

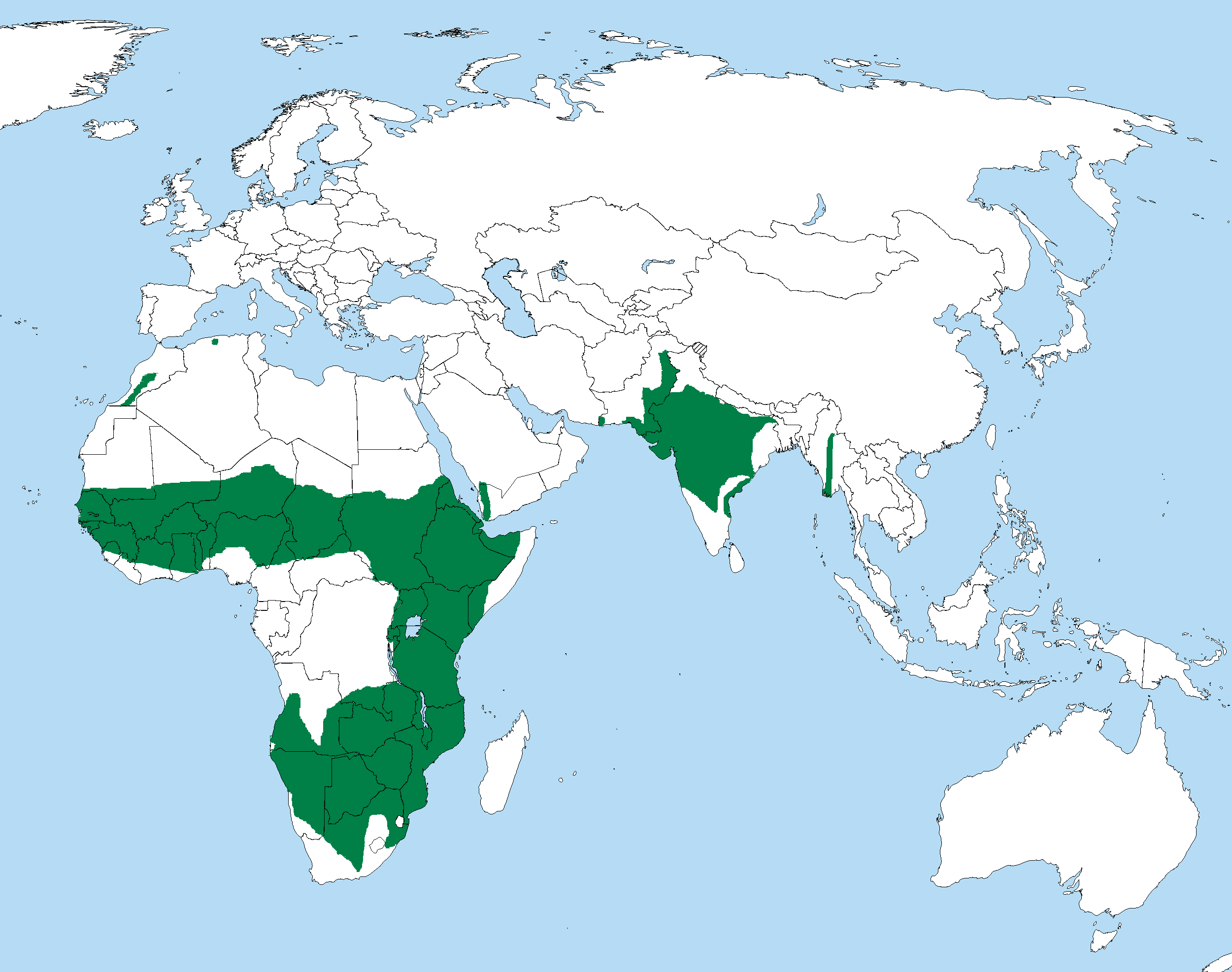
Savannörnens världsutbredning.

Savannörnen har även häckat i Tunisien och kan möjligen häcka i Iran. Arten är generellt stannfågel, men vissa individer är nomadiska och kan tillfälligtvis röra sig långt från häckningsområdena. Den har tillfälligtvis påträffats i Bangladesh, Egypten, Israel, Italien, Oman och Thailand.

### Släktskap
Arten har tidigare behandlats som samma art som stäppörnen (A. nipalensis), men de delades upp baserat på skillnader i anatomi och morfologi. Genetiska studier bekräftar inte bara att de är distinkta arter, utan också att savannörnen troligen är närmare släkt med kejsarörn.

## Levnadssätt
Savannörnen förekommer i torra öppna områden från havsnivån till 3000 meters höjd, både i skogslandskap och savann. I Indien kan den påträffas nära jordbruksmarker, bosättningar och slakthus.

### Föda
Fågeln äter allt ifrån däggdjur, fåglar och reptiler till inseikter och tillfälligtvis fisk och amfibier. Den intar också as och parasiterar på andra rovfåglars byten.

### Häckning
Arten häckar på stora plattformar av kvistar och ibland djurben som placeras i toppen av stora solitära träd eller ibland på en kraftledningsstolpe. I Afrika häckar den från mars till augusti i norr, oktober till juni i väster, april till januari i centrala och södra Afrika och året runt i Kenya. I Indien är häckningssäsongen mellan november och augusti.

## Status och hot
Fram till 2018 behandlades savannörnen som livskraftig av internationella naturvårdsunionen IUCN trots att den konstaterats minska i antal. Ny data visar dock att den minskar mycket kraftigt i Afrika, så pass att den numera istället kategoriseras som sårbar. Populationen i Marocko anses vara nästan utdöd, men den kan möjligen fortfarande häcka i Algeriet. IUCN noterar att den verkar vara lokalt stabil i vissa områden, men att det samtidigt saknas data från dess utbredningsområde i Asien, varför arten kan komma att uppgraderas till en högre hotstatus i framtiden. Världspopulationen uppskattas till mellan 100 000 och en halv miljon vuxna individer. Arten tros ha minskat i antal framför allt efter att ha ätit förgiftat as.